# Kožichovice
Kožichovice (německy Kozichowitz, Koschichowitz, jinak též Kossuhouici, Coschowiz, Kozychowicze, Kožichowicze) jsou obec v okrese Třebíč v Kraji Vysočina. Nachází se asi tři kilometry jihovýchodně od Třebíče v nadmořské výšce 465 metrů. Žije zde 472 obyvatel.
Sousedními obcemi sídla jsou Vladislav, Třebíč, Slavičky, Klučov a Střítež.

## Geografie
Kožichovicemi prochází silnice, která vychází a znovu se vrací k silnici II/351, ta také prochází přes území Kožichovic ze západu na východ, ze silnice pak k jihozápadu vychází užitková silnice do Stříteže, Žďárského ulice do průmyslové zóny, jižně pak vede užitková cesta do Klučova, z Kožichovic vychází západně spojka na Žďárského ulici, severně cesta k průmyslovému areálu, cesta k železniční trati v údolí řeky Jihlavy, východně pak vede cesta k osadě Dobrá Voda a dále do Pozďátek. Od Palečkova mlýna na severozápadě území obce vede cyklostezka 5213, ta pak pokračuje nad Dobrou Vodu, kde se spojuje s cyklostezkou 5212 a dále pokračuje do Dobré Vody a Pozďátek, ze Stříteže vede ze západu cyklostezka 5212, která se spojuje s cyklostezkou 5213. Jižně z Kožichovic vede cyklostezka Jihlava – Třebíč – Raabs. Údolím Jihlavy na severním okraji území obce vede červená turistická stezka, z té se jižně odpojuje zelená turistická stezka, která vede do Dobré Vody. Od rozcestníku Hluboček vede po západní hranici území obce a pak západně do Kožichovic a následně jižně do Klučova Třebíčský okruh. Na východním okraji území obce se nachází letiště Třebíč a na severním okraji vede železniční trať Brno – Jihlava.
Velká část území obce je využívána zemědělsky, severní okraj území obce je zalesněný nad údolím řeky Jihlavy, tam jsou také lužní nivy a na severovýchodním okraji v nivě řeky Jihlavy se nachází PP Hluboček. Severovýchodní část území nad Hlubočkem je také značně kopcovitá a zalesněná, zalesněné je i údolí potoka Markovka a oblast okolo nádrže Markovka západně od Kožichovic. Jižní část území je zalesněná řídce. Na západní části území se nachází průmyslová zóna, velké skleníky a fotovoltaická elektrárna. 
Severní okraj území tvoří řeka Jihlava, část východní hranice území obce pak tvoří potok Markovka, který se vlévá do Jihlavy. Markovka pramení u Mikulovic, následně protéká přes vodní nádrž Kožichovice, protéká Kožichovicemi, tam protéká rybníkem Malá Markovka a ústí do ní dva nepojmenované potoky (na jednom z nich je rybník Koupaliště), poté pokračuje hlubokým údolím přes osadu Dobrá Voda a ústí do Jihlavy. Do Jihlavy se také vlévá několik nepojmenovaných potoků, které odvodňují území Kožichovic. 
Jižně od území obce se nachází kopec Záhoří, severně od kopce Záhoří se nachází několik menších vrcholů. 
U řeky Jihlavy se nachází přírodní památka Hluboček, která je rozdělena do dvou samostatných chráněných luk. 
Téměř ve středu území obce se nachází vesnice Kožichovice, jižně od území obce u silnice II/351 se nachází stavebně oddělená část vesnice. Na západním okraji území obce se nachází osada Dobrá Voda, ta je sdílená s Pozďátkami. Na severozápadním okraji území obce se nachází dřívější Palečkův Mlýn s několika průmyslovými objekty a na západním okraji území obce se nachází průmyslová zóna, která je v podstatě integrální součástí průmyslové zóny v Třebíči, trošku blíže do Kožichovic se nachází skleníky Farmy Kožichovice, severně se pak nachází továrna dřívější Jitony.

## Historie
První písemná zmínka o obci pochází z roku 1104. Souvisí se založením benediktinského kláštera v Třebíči. V jeho zakládací listině je uvedena osada Kožichovice (Kossuhouici). V tu dobu nedaleko jihovýchodně od obce na vrchu Hradiště existovala osada Arklebice (nebo Hartlebice či Artlebice), na ní stál hrad a v místech se našly později archeologické nálezy, ta pak byla pobořena a zanikla snad v roce 1468 při dobývání Třebíče Matyášem Korvínem. V tu dobu byly vypáleny i Kožichovice, ale ty nezanikly. V roce 1556 pak Ferdinand I. přenechal majestátem Kožichovice s třebíčským panstvím Vratislavovi z Pernštejna, roku 1557 však Kožichovice zakoupil Burian Osovský z Doubravice, který pak předal majetek synovi Smilovi Osovskému a ten pak roku 1573 věnem předal právo na Kožichovice Bohunce ze Žerotína. V třicetileté válce byly Kožichovice opět pobořeny a následně obnoveny za přispění Zdislavy z Valdštejna. Mezi lety 1713 a 1716 ve vsi proběhlo velké sucho a mor, posléze pak roku 1775 se občané Kožichovic účastnily selského povstání a v roce 1778 obec získala vlastní pečeť. V roce 1784 byla vesnice prifařena ke klášternímu kostelu Proměnění Páně v Třebíči a pak roku 1789 byla ve vsi postavena školní budova.
V roce 1791 byla v obci odhalena socha sv. Jana Nepomuckého. Roku 1846 byla polovina obce zničena požárem, následně pak vyhořelo 12 domů i v roce 1862. Roku 1882 byl u rybníka vztyčen kříž. V roce 1878 byl nedaleko obce nalezen Františkem Dvorským první moravský vltavín a v roce 1885 se staly součástí vesnice Kožichovice i nedaleké Pozďátky. Roku 1886 byla zbourána původní škola a postavena nová, v roce 1892 byla pak postavena v obci kaplička sv. Cyrila a Metoděje. Po první světové válce byl v obci založen spolek dobrovolných hasičů a roku 1927 byla vesnice elektrifikována, o rok později pak byl odhalen pomník obětem první světové války, z ní se nevrátilo celkem 10 mužů z vesnice. Roku 1932 pak byla postavena nová budova školy. Na konci druhé světové války bylo okolí Třebíče bombardováno a nedaleko vesnice bylo shozeno 5 bomb. V roce 1948 byl nedaleko vesnice zřízen hřbitov a roku 1950 v obci vzniklo JZD. Roku 1967 byla na hřbitově postavena obřadní síň a roku 1970 byl rozšířen kulturní dům, roku 1974 pak bylo postaveno koupaliště. V roce 1980 se pak Kožichovice staly součástí města Třebíče a také byla ve vsi zrušena školní výuka. V tu dobu také vznikla vodní nádrž Markovka a v roce 1985 byl v obci rozveden vodovod. Obec se pak stala samostatnou až v roce 1993 a také v ten rok byla odhalena pamětní deska Matyáši Žďárskému a v roce 1996 byla obec plynofikována. Roku 1999 vesnice získala znak a prapor, jejich autorem je Jiří Louda. V roce 2003 pak byl vodovod zaveden i do Dobré Vody. Roku 2006 byl rekonstruován sportovní areál. V roce 2007 se součástí Kožichovic staly části třebíčských ulic Žďárského, Brněnská a Kožichovická. V roce 2010 bylo dokončeno napojení obce na kanalizaci vedoucí do ČOV v Třebíči. V únoru roku 2016 byla v obci odhalena busta Matyáše Žďárského.
V roce 2017 se výrobky společnosti Tipafrost, která sídlí v Kožichovicích, staly držiteli 1. místa v soutěži Česká chuťovka. Společnost byla založena v roce 1992. V témže roce se město stalo partnerskou obcí rakouského Lilienfeldu, kde žil rodák z Kožichovic Matyáš Žďárský. Na přelomu let 2018 a 2019 byl na území obce vybudován skleník pro pěstování rajčat, jeho velikost je 2,5 hektaru. V říjnu roku 2019 má dojít k první sklizni, zavlažování má být řízeno pomocí wi-fi. Bylo oznámeno, že ve skleníku bude zaměstnáno 35 lidí.
Obec Kožichovice v roce 2013 obdržela ocenění v soutěži Vesnice Vysočiny, konkrétně získala ocenění diplom za zapojení všech složek obce do veřejného života.

## Obyvatelstvo
| Rok            | 1869 | 1880 | 1890 | 1900 | 1910 | 1921 | 1930 | 1950 | 1961 | 1970 | 1980 | 1991 | 2001 | 2011 | 2021 |
| -------------- | ---- | ---- | ---- | ---- | ---- | ---- | ---- | ---- | ---- | ---- | ---- | ---- | ---- | ---- | ---- |
| Počet obyvatel | 361  | 400  | 417  | 436  | 465  | 450  | 465  | 389  | 390  | 384  | 376  | 362  | 352  | 369  | 440  |
| Počet domů     | 51   | 60   | 67   | 67   | 70   | 71   | 80   | 88   | 90   | 88   | 93   | 106  | 115  | 121  | 148  |

## Obecní správa
Do roku 1849 patřily Kožichovice do třebíčského panství, od roku 1850 patřily do okresu Jihlava, pak od roku 1855 do okresu Třebíč. Mezi lety 1850 a 1869 patřily Kožichovice pod Střítež a od 1. ledna 1980 do 31. prosince 1992 byla obec začleněna pod Třebíč, následně se obec osamostatnila.

### Obecní symboly
Znak a vlajka byly obci uděleny rozhodnutím předsedy Poslanecké sněmovny Parlamentu České republiky dne 15. prosince 1998.

## Politika
V letech 2006–2010 působila jako starostka Helena Černá, od roku 2010 do 2018 tuto funkci zastávala Šárka Majerová, od roku 2018 tuto funkci zastává Otakar Maštera.

### Volby do Poslanecké sněmovny
|       | 2006                | 2010                | 2013                | 2017                | 2021                  |
| ----- | ------------------- | ------------------- | ------------------- | ------------------- | --------------------- |
| 1.    | ČSSD (33,88 %)      | ČSSD (21,93 %)      | ANO 2011 (27,31 %)  | ANO (35,94 %)       | ANO (35,0 %)          |
| 2.    | KSČM (23,88 %)      | KSČM (19,38 %)      | KSČM (23,14 %)      | SPD (14,74 %)       | SPOLU (19,58 %)       |
| 3.    | KDU-ČSL (16,66 %)   | VV (13,26 %)        | ČSSD (16,2 %)       | KSČM (12,9 %)       | Piráti+STAN (10,83 %) |
| účast | 61,22 % (180 z 294) | 63,84 % (196 z 307) | 72,09 % (217 z 301) | 68,87 % (219 z 318) | 68,77 % (240 z 349)   |

### Volby do krajského zastupitelstva
|      | 1.                 | 2.                    | 3.                       | účast               |
| ---- | ------------------ | --------------------- | ------------------------ | ------------------- |
| 2000 | 4KOALICE (28,4 %)  | KSČM (26,13 %)        | SNK (22,72 %)            | 33,09 % (92 z 278)  |
| 2004 | KSČM (33,33 %)     | SNK (29,16 %)         | KDU-ČSL (22,22 %)        | 24,42 % (74 z 303)  |
| 2008 | ČSSD (33,33 %)     | KSČM (29,62 %)        | KDU-ČSL (11,11 %)        | 43,55 % (135 z 310) |
| 2012 | STO (22,9 %)       | KSČM (21,37 %)        | ČSSD (15,26 %)           | 46,91 % (143 z 307) |
| 2016 | ANO 2011 (24,13 %) | KSČM (17,24 %)        | STO (14,48 %)            | 46,77 % (145 z 310) |
| 2020 | ANO (25,19 %)      | Piráti (15,26 %)      | STAN+SNK ED (12,21 %)    | 38,94 % (132 z 339) |
| 2024 | ANO (39,51 %)      | STAN+SNK ED (22,58 %) | ČSNS+KSČM+ČSSD (11,29 %) | 35,81 % (130 z 363) |

### Prezidentské volby
V prvním kole prezidentských voleb v roce 2013 první místo obsadil Miloš Zeman (73 hlasů), druhé místo obsadil Jan Fischer (58 hlasů) a třetí místo obsadil Jiří Dienstbier (37 hlasů). Volební účast byla 76,07 %, tj. 232 ze 305 oprávněných voličů. V druhém kole prezidentských voleb v roce 2013 první místo obsadil Miloš Zeman (157 hlasů) a druhé místo obsadil Karel Schwarzenberg (53 hlasů). Volební účast byla 68,85 %, tj. 210 ze 305 oprávněných voličů.
V prvním kole prezidentských voleb v roce 2018 první místo obsadil Miloš Zeman (131 hlasů), druhé místo obsadil Jiří Drahoš (37 hlasů) a třetí místo obsadil Pavel Fischer (21 hlasů). Volební účast byla 74,14 %, tj. 238 ze 321 oprávněných voličů. V druhém kole prezidentských voleb v roce 2018 první místo obsadil Miloš Zeman (172 hlasů) a druhé místo obsadil Jiří Drahoš (79 hlasů). Volební účast byla 79,43 %, tj. 251 ze 316 oprávněných voličů.
V prvním kole prezidentských voleb v roce 2023 první místo obsadil Andrej Babiš (113 hlasů), druhé místo obsadil Petr Pavel (76 hlasů) a třetí místo obsadila Danuše Nerudová (33 hlasů). Volební účast byla 74,21 %, tj. 259 ze 349 oprávněných voličů. V druhém kole prezidentských voleb v roce 2023 první místo obsadil Andrej Babiš (137 hlasů) a druhé místo obsadil Petr Pavel (129 hlasů). Volební účast byla 76,29 %, tj. 267 ze 350 oprávněných voličů.

## Pamětihodnosti
Na území katastru Kožichovic se nachází významné naleziště vltavínů. V lokalitě Malá Krochota našel profesor František Dvorský v roce 1878 první moravský vltavín o hmotnosti 153 gramů. Do katastru obce patří také chráněné území Hluboček, kde v přírodě roste vzácná ladoňka dvoulistá.
Na návsi je kaple s oltářem svatých Cyrila a Metoděje z roku 1892 a socha svatého Jana Nepomuckého z roku 1791. V horní části návsi stojí pomník obětem první světové války.

## Zajímavosti
- V Kožichovicích se natáčela část filmu Postřižiny.[44]

## Významné místní osobnosti
- Matyáš Žďárský (1856–1940), rodák, zakladatel alpského lyžování, 27. února 2016 byla k jeho 160. výročí narození na domu č.p. 5 odhalena busta[45]

## Galerie

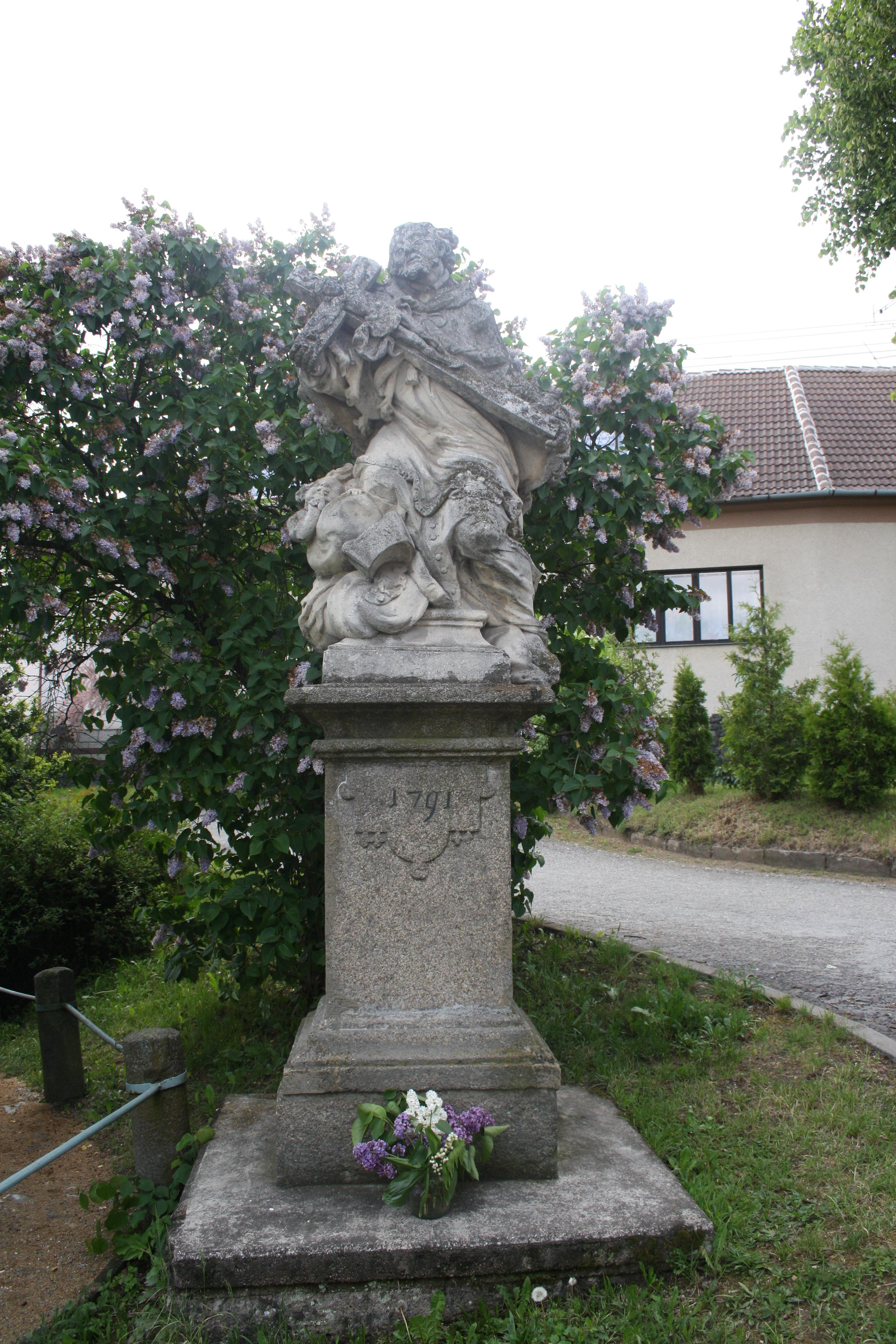
Socha svatého Jana Nepomuckého
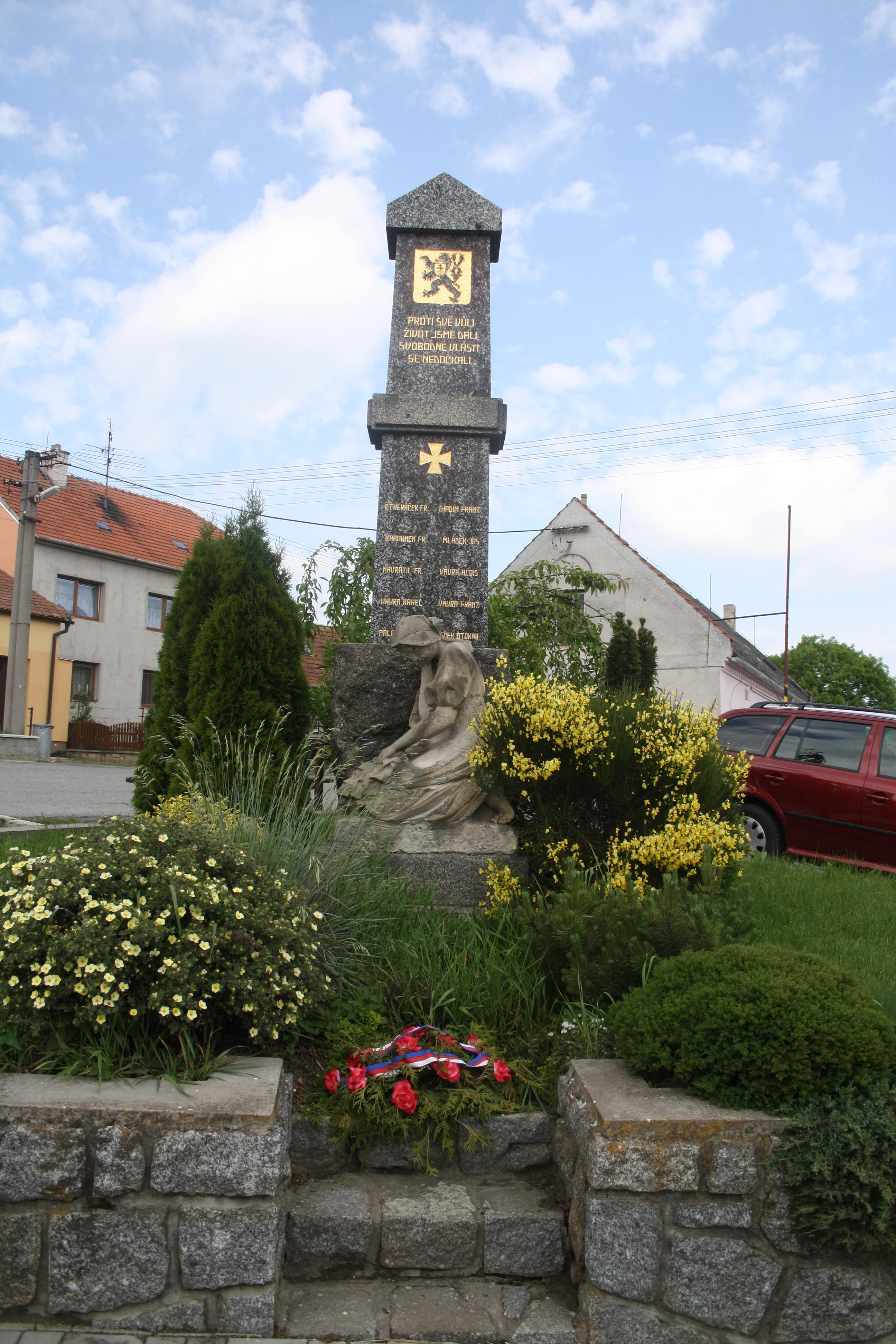
Pomník obětem první světové války
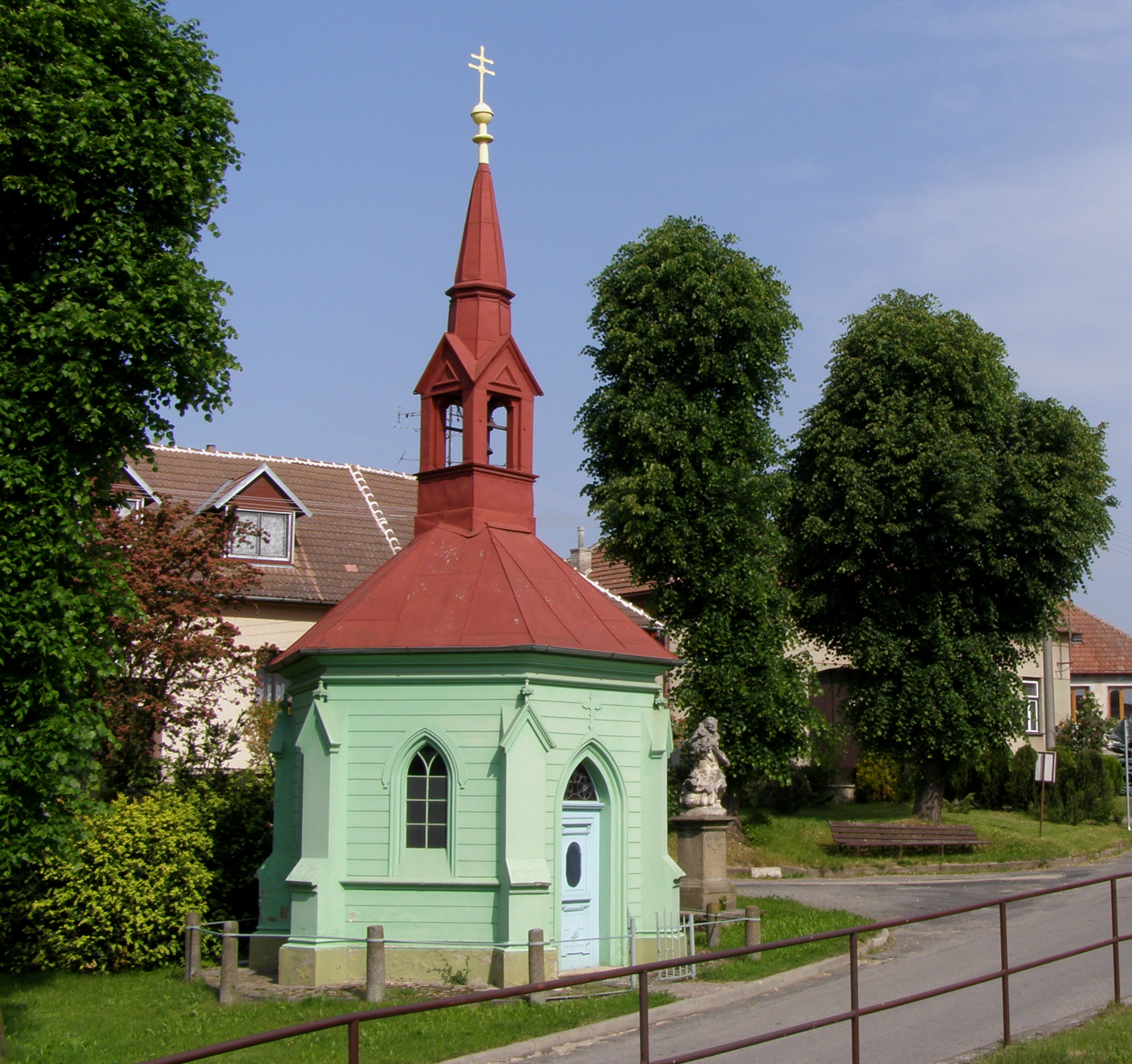
Kaple svatého Cyrila a Metoděje
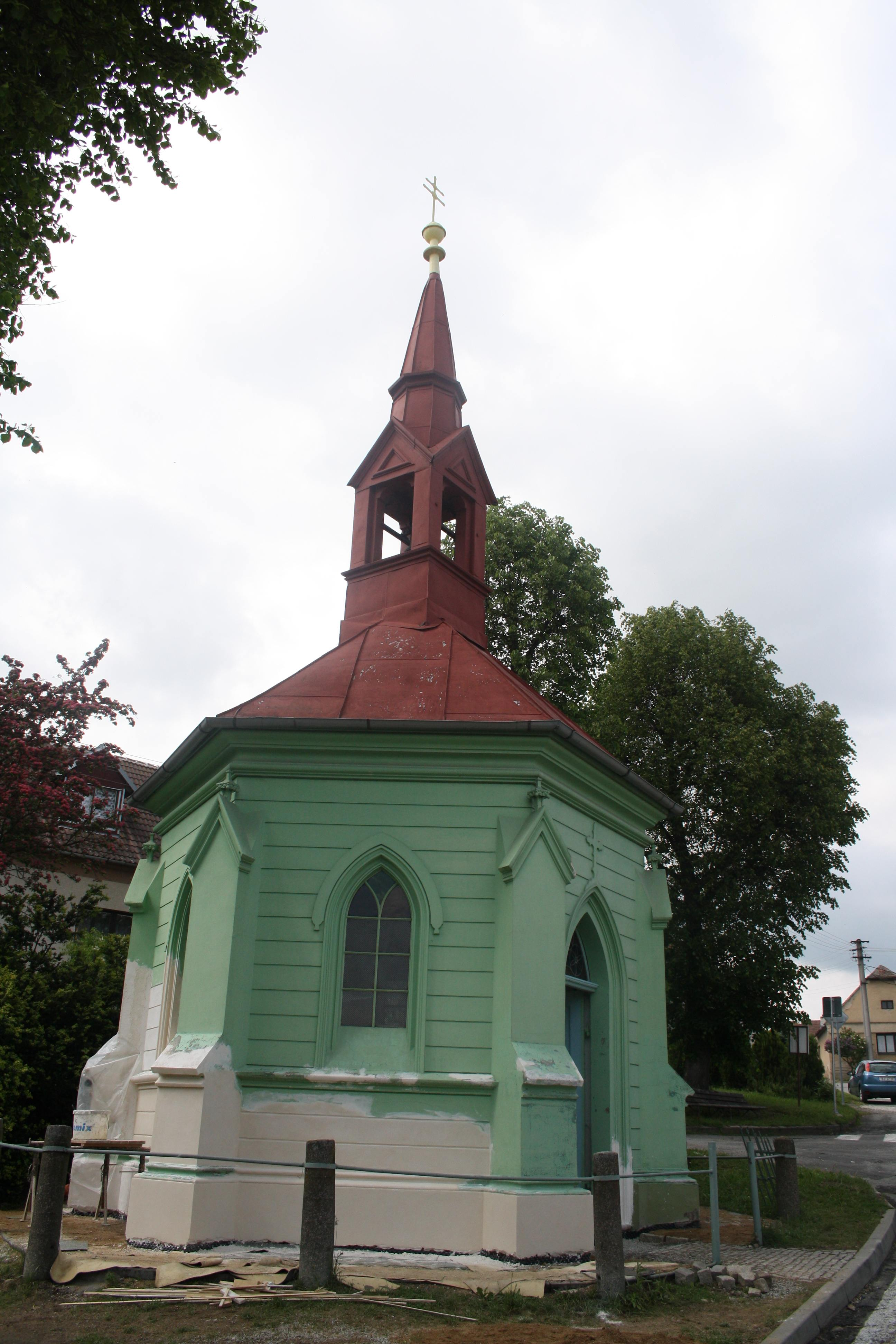
Rekonstrukce kaple v květnu 2009
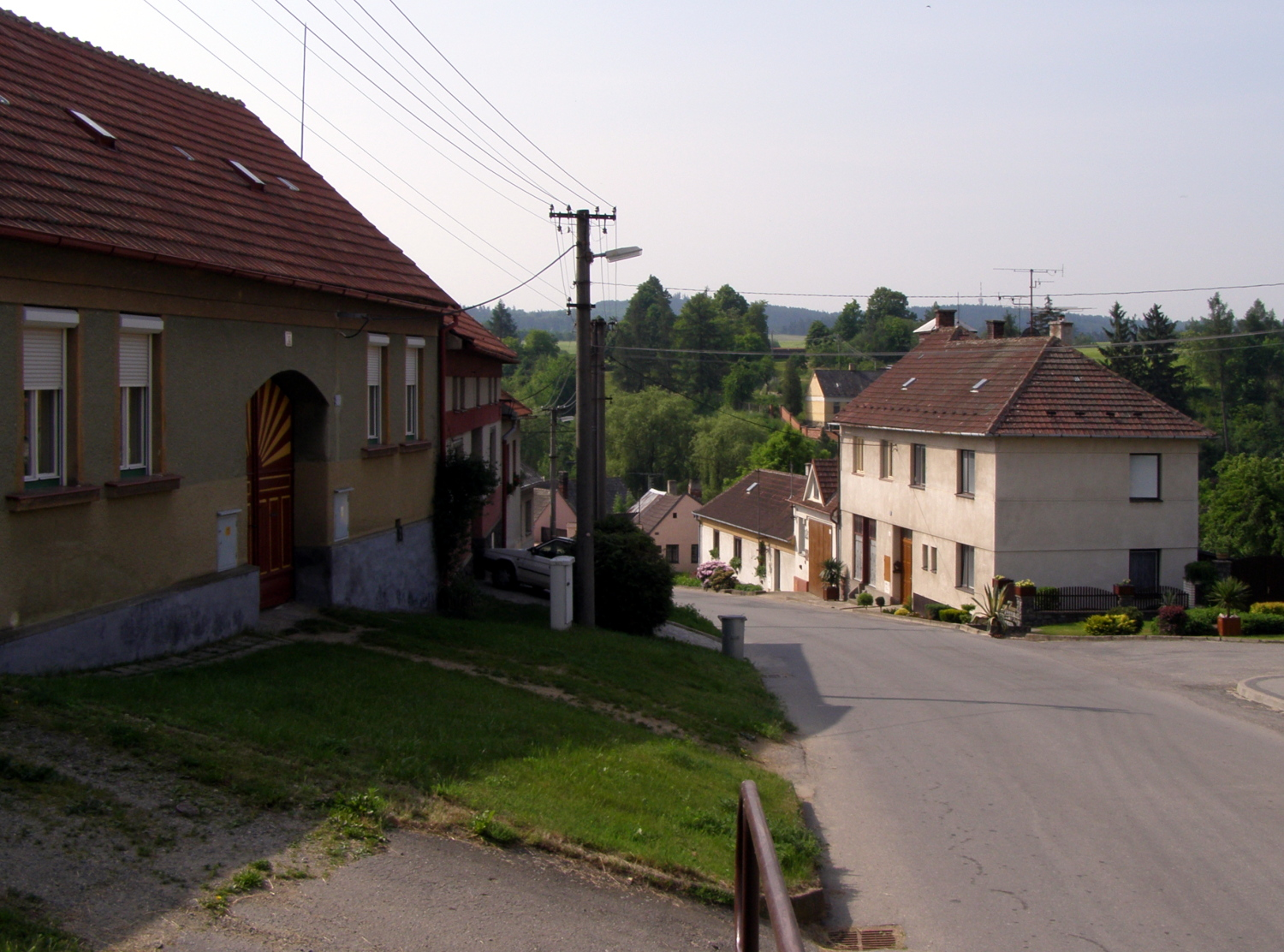
Pohled z návsi k jihu
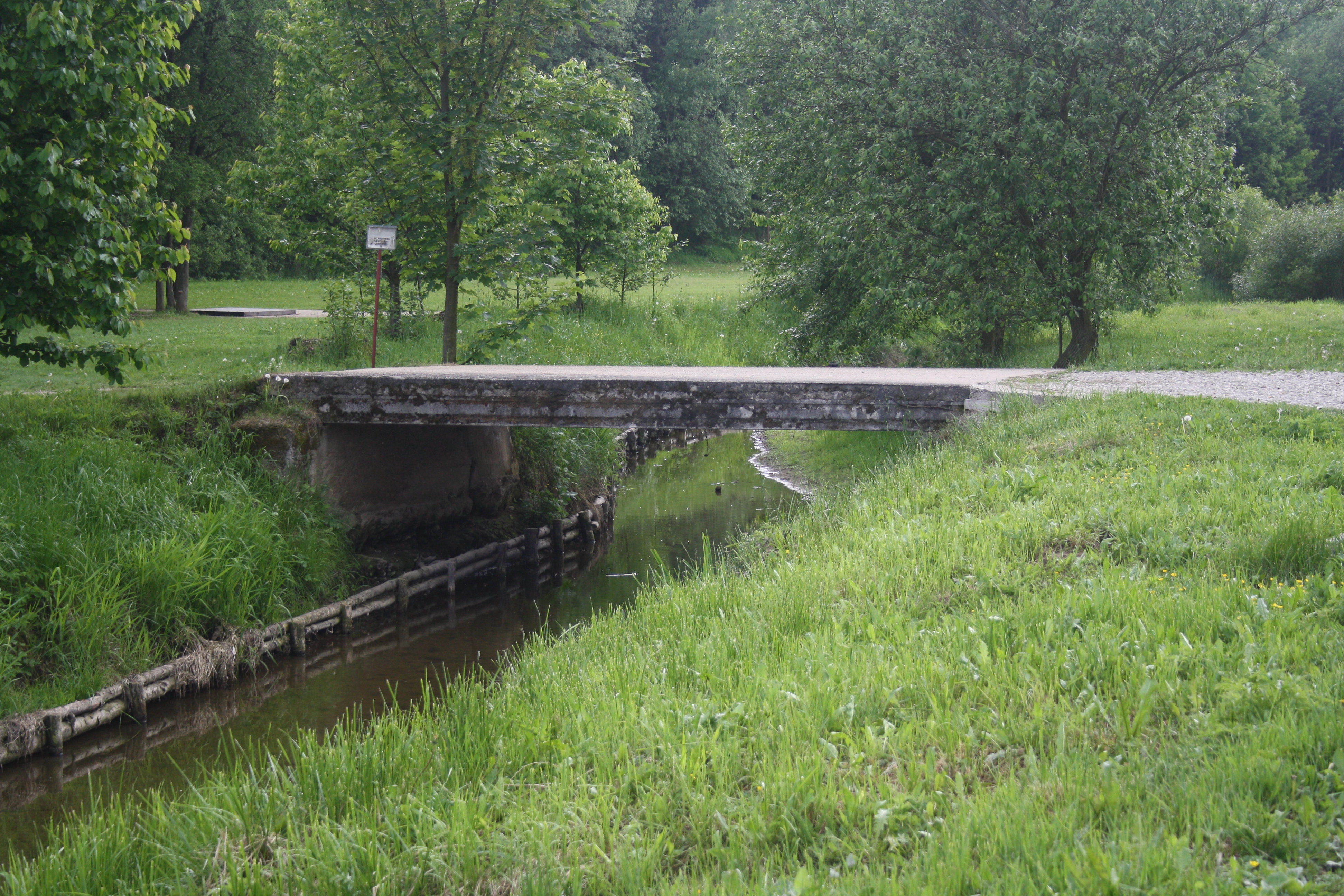
Potok Markovka v obci
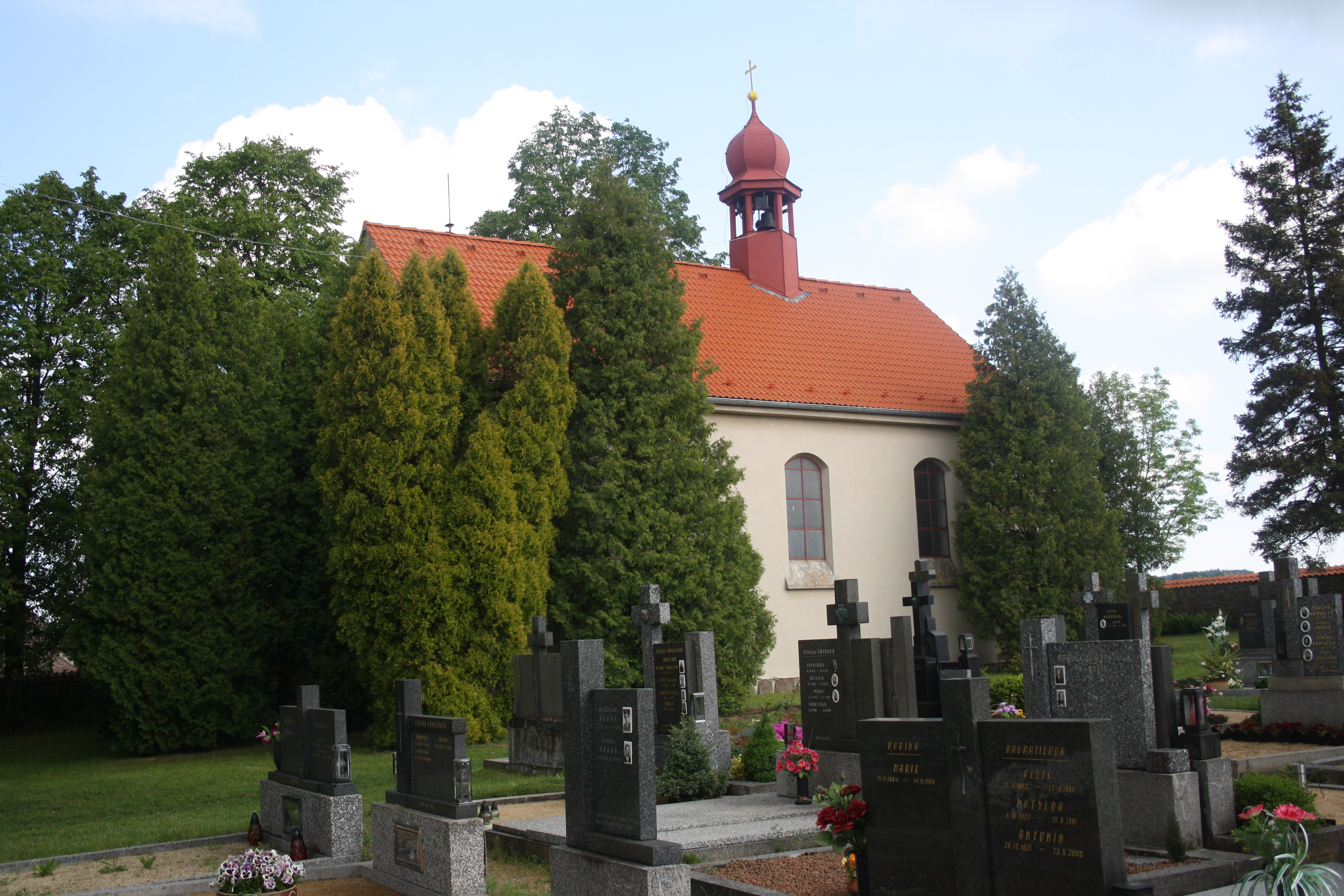
Hřbitov a hřbitovní kaple